# Chloroclystis comorana
Chloroclystis comorana är en fjärilsart som beskrevs av Claude Herbulot 1978. Chloroclystis comorana ingår i släktet Chloroclystis och familjen mätare. Inga underarter finns listade i Catalogue of Life.